# Ansichtssachen
Ansichtssachen ist ein Dokumentarfilm des DEFA-Studios für Dokumentarfilme von Armin Georgi aus dem Jahr 1974.

## Handlung
Der Film beginnt mit Überlegungen, was auf der Vorder- und Hinterseite von Ansichtskarten zu sehen und lesen ist. Da es sich hier um Berlin handelt ist schnell eine Verbindung  zu Heinrich Heine gefunden, der in hier studierte. Manfred Krug singt dessen Gedicht Sie saßen und tranken am Teetisch, in dem es um die Liebe geht. Untermalt wird der Gesang von Zeichnungen aus früherer Zeit. Anschließend werden aktuelle Aufnahmen gezeigt, mit der Bemerkung, dass es schon immer Leute gab, die Berlin nicht mochten. Dazu gehören Johann Wolfgang von Goethe und eben auch Heinrich Heine. Auf das soeben gesungene Lied zurückkommend, werden Spaziergänger heiter-ironisch über die platonische Liebe befragt. Die Antworten lauten von „Gib‘s nicht“ über „Ich bin nicht von hier, ich kann‘s ihnen nicht sagen“ bis „Das brauchen wir doch nicht, hier in der DDR“.
Weiter geht es mit dem Text Im wunderschönen Monat Mai von Heinrich Heine und der Musik von Robert Schumann.  Poetisch und beschwingt zeigt der Film, was auch Heine schon interessierte: Die Liebe. Bei einer Aufnahme, die ein junges Paar auf dem Weg ins Standesamt zeigt, äußert Manfred Krug eine sicherlich von ihm zu erwartende Berliner Meinung: „Die Dummen hörn nicht auf“, doch die das sagen, sagen dann selbst auch „Ja“. Doch der Herbst kommt mit Sicherheit und dann sitzt man auf einer Bank im Park und unterhält sich mit Vögeln. Trotzdem bekommt das Paar, als es das Standesamt verlässt, ein Ständchen. Natürlich ist auch dieser Text wieder von Heinrich Heine: Wenn der Frühling kommt mit dem Sonnenschein. Heinrich Heines Ansichten werden mit dem Berlin von heute konfrontiert, welches er mit Sicherheit nicht wiedererkennen würde.

## Produktion und Veröffentlichung
Ansichtssachen wurde unter dem Arbeitstitel Heinrich Heine auf ORWO-Color gedreht.
Die erste nachweisbare Aufführung fand am 20. Juni 1974 im Berliner Kino Babylon statt.